# Konrad Öttinger
Konrad Öttinger, auch Oettinger, genannt der Schwabe (* vor 1530 in Pforzheim; † 1540), war ein evangelischer Theologe und Reformator.

## Leben
Öttinger wurde Prediger in Kassel, seit 1530 Hofprediger des Landgrafen Philipp von Hessen. Er begleitete den Landesherrn auf seinen Reisen. Auf diese Weise kam er 1533 nach Höxter, als der Landgraf dort das Fürstentreffen hielt. Vor Beginn der Verhandlungen predigte Öttinger jeden Morgen. Zu diesen Predigten kamen die Bürger in großer Zahl. Da sie entschlossen waren, ein evangelisches Kirchenwesen zu begründen, fragten sie Öttinger um Rat. Konkret wusste ihnen der Hofprediger nichts zu sagen. Sie sollten warten und beten, die gesetzliche Obrigkeit würde ihnen schon helfen.
Als Schutzherr der Stadt, die zum Gebiet des Reichsabtes von Corvey gehörte, verfügte dagegen der Landgraf, dass in Höxter fortan nach den Normen der Augsburgischen Konfession gepredigt werden sollte. Der Landgraf schätzte den gelehrten Schwaben und zog ihn auch zum Konvent von Ziegenhain heran. 1534 überließ er ihn dem Herzog Ulrich von Württemberg, der ihn als ersten Hofprediger in Stuttgart dazu gebrauchte, die Reformation in Württemberg durchzusetzen. Öttinger hielt am 16. Mai 1534 die erste evangelische Predigt in der Stuttgarter Stiftskirche. Auch findet sich seine Unterschrift unter den Schmalkaldischen Artikeln. Das Hofpredigeramt versah er bis zu seinem Tod im Jahr 1540.